# Tarapsyche olis
Tarapsyche olis är en nattsländeart som beskrevs av Mcfarlane 1960. Tarapsyche olis ingår i släktet Tarapsyche och familjen Oeconesidae. Inga underarter finns listade i Catalogue of Life.